# Hauneck
Hauneck ist eine Gemeinde im osthessischen Landkreis Hersfeld-Rotenburg.

## Geographie

### Geographische Lage
Die Gemeinde erstreckt sich an der Haune entlang. Wenige Kilometer nördlich fließt die Haune in die Fulda.
Die Stadt Bad Hersfeld liegt nördlich, in unmittelbarer Nähe. In etwa 35 km Entfernung liegt im Süden Fulda und im Westen Alsfeld.

### Gemeindegliederung
Die Gemeinde besteht aus den Ortsteilen Bodes, Eitra, Fischbach, Oberhaun, Rotensee, Sieglos und Unterhaun.

### Nachbargemeinden
Bad Hersfeld, Schenklengsfeld, Eiterfeld, Haunetal, Niederaula

## Geschichte

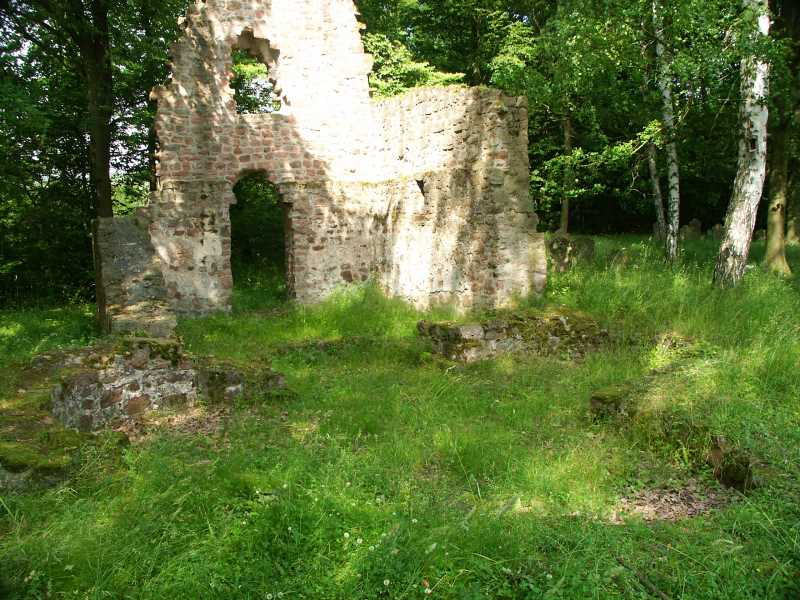
Kirchenruine im Bergfriedhof aus dem 10. Jahrhundert

Im Jahre 972 wurde eine Kreuzkapelle das erste Mal urkundlich erwähnt. Sie diente vermutlich als Wallfahrtsort. Das sich hier entwickelnde Dorf wurde 1217 das erste Mal in einer Urkunde des Hersfelder Abtes Ludwig I. an den Vogt Bertho von Buchenau als Cruceberc erwähnt. Die Kreuzkapelle diente in den folgenden Jahrhunderten als Dorfkirche. Im 16. Jahrhundert wurde der Ort zur Wüstung, bis Ende des 17. Jahrhunderts hier der Ort Unterhaun entstand. Im Jahre 1736 erhielt die Gemeinde eine neue Dorfkirche. In der Folge verfiel in diesem Jahrhundert die Kreuzkapelle auf einer Anhöhe über dem Ort.
Im Mittelalter hatten die Ritter von Buchenau (Buchenaouwe) über lange Zeit das Lehen über das Amt Schildschlag und das Gericht Johannesberg vom Hersfelder Abt inne. Diesen Hersfelder Verwaltungsgebieten gehörten viele der heutigen Ortsteile an. Die Abtei Hersfeld setzte die Buchenauer auch als Vögte ein. Die Vogtei und der Gerichtssitz lag zusammen mit der Propstei St. Johannes auf dem Johannesberg. Später, unter den hessischen Landgrafen, wurden die Verwaltungsgebiete von der Burg Hauneck aus regiert, woraus sich dann 1971 der Gemeindename ableitete.
Gemeindebildung
Im Zuge der Gebietsreform in Hessen entstand zum 31. Dezember 1971 die Gemeinde Hauneck durch den freiwilligen Zusammenschluss  der bis dahin selbständigen Gemeinden Oberhaun, Rotensee, Sieglos und Unterhaun. Am 1. August 1972 kamen die Gemeinden Bodes und Fischbach (bis dahin im Landkreis Hünfeld) sowie Eitra kraft Landesgesetz hinzu.
Für die ehemals eigenständigen Gemeinden wurden Ortsbezirke mit Ortsbeirat und Ortsvorsteher nach der Hessischen Gemeindeordnung gebildet.

## Bevölkerung

### Einwohnerstruktur 2011
Nach den Erhebungen des Zensus 2011 lebten am Stichtag, dem 9. Mai 2011, in Hauneck 3179 Einwohner. Darunter waren 54 (1,7 %) Ausländer, von denen 18 aus dem EU-Ausland, 13 aus anderen europäischen Ländern und 22 aus anderen Staaten kamen.
Nach dem Lebensalter waren 507 Einwohner unter 18 Jahren, 1239 waren zwischen 18 und 49, 756 zwischen 50 und 64 und 678 Einwohner waren älter. Die Einwohner lebten in 1350 Haushalten. Davon waren 330 Singlehaushalte, 381 Paare ohne Kinder und 492 Paare mit Kindern, sowie 135 Alleinerziehende und 15 Wohngemeinschaften. In 246 Haushalten lebten ausschließlich Senioren und in 864 Haushaltungen leben keine Senioren.

### Einwohnerentwicklung
| Hauneck: Einwohnerzahlen von 1970 bis 2020                                            | Hauneck: Einwohnerzahlen von 1970 bis 2020 | Hauneck: Einwohnerzahlen von 1970 bis 2020 | Hauneck: Einwohnerzahlen von 1970 bis 2020 | Hauneck: Einwohnerzahlen von 1970 bis 2020 |
| ------------------------------------------------------------------------------------- | ------------------------------------------ | ------------------------------------------ | ------------------------------------------ | ------------------------------------------ |
| Jahr                                                                                  |                                            |                                            |                                            | Einwohner                                  |
| 1970                                                                                  | 1970                                       |                                            | 2.990                                      | 2.990                                      |
| 1973                                                                                  | 1973                                       |                                            | 3.355                                      | 3.355                                      |
| 1975                                                                                  | 1975                                       |                                            | 3.270                                      | 3.270                                      |
| 1980                                                                                  | 1980                                       |                                            | 3.137                                      | 3.137                                      |
| 1985                                                                                  | 1985                                       |                                            | 3.042                                      | 3.042                                      |
| 1990                                                                                  | 1990                                       |                                            | 3.219                                      | 3.219                                      |
| 1995                                                                                  | 1995                                       |                                            | 3.170                                      | 3.170                                      |
| 2000                                                                                  | 2000                                       |                                            | 3.242                                      | 3.242                                      |
| 2005                                                                                  | 2005                                       |                                            | 3.213                                      | 3.213                                      |
| 2010                                                                                  | 2010                                       |                                            | 3.048                                      | 3.048                                      |
| 2011                                                                                  | 2011                                       |                                            | 3.179                                      | 3.179                                      |
| 2020                                                                                  | 2020                                       |                                            | 3.208                                      | 3.208                                      |
| Quelle(n): Hessisches Statistisches Informationssystem; Zensus 2011; Gemeinde Hauneck |                                            |                                            |                                            |                                            |

### Religionszugehörigkeit
| • 1987: | 2837 evangelische (= 82,36 %), 428 katholische (= 12,42 %), 180 sonstige (= 5,22 %) Einwohner  |
| • 2011: | 2237 evangelische (= 70,37 %), 324 katholische (= 10,19 %), 618 sonstige (= 19,44 %) Einwohner |

## Politik

### Gemeindevertretung
Die Kommunalwahl am 14. März 2021 lieferte folgendes Ergebnis, in Vergleich gesetzt zu früheren Kommunalwahlen:
| Sitzverteilung in der Gemeindevertretung 2021Insgesamt 19 Sitze - SPD: 9 - CDU: 4 - FW: 6 | Parteien und Wählergemeinschaften | Parteien und Wählergemeinschaften           | % 2021 | Sitze 2021 | % 2016 | Sitze 2016 | % 2011 | Sitze 2011 | % 2006 | Sitze 2006 | % 2001 | Sitze 2001 |
| Sitzverteilung in der Gemeindevertretung 2021Insgesamt 19 Sitze - SPD: 9 - CDU: 4 - FW: 6 | SPD                               | Sozialdemokratische Partei Deutschlands     | 49,4   | 9          | 52,6   | 10         | 54,2   | 10         | 55,0   | 13         | 63,9   | 15         |
| Sitzverteilung in der Gemeindevertretung 2021Insgesamt 19 Sitze - SPD: 9 - CDU: 4 - FW: 6 | FWG                               | Freie Wählergemeinschaft                    | 30,7   | 6          | 31,3   | 6          | 28,0   | 5          | 32,7   | 7          | 20,8   | 5          |
| Sitzverteilung in der Gemeindevertretung 2021Insgesamt 19 Sitze - SPD: 9 - CDU: 4 - FW: 6 | CDU                               | Christlich Demokratische Union Deutschlands | 20,0   | 4          | 16,1   | 3          | 17,7   | 4          | 12,4   | 3          | 15,3   | 3          |
| Sitzverteilung in der Gemeindevertretung 2021Insgesamt 19 Sitze - SPD: 9 - CDU: 4 - FW: 6 | gesamt                            | gesamt                                      | 100,0  | 19         | 100,0  | 19         | 100,0  | 19         | 100,0  | 23         | 100,0  | 23         |
| Sitzverteilung in der Gemeindevertretung 2021Insgesamt 19 Sitze - SPD: 9 - CDU: 4 - FW: 6 | Wahlbeteiligung in %              | Wahlbeteiligung in %                        | 60,7   | 60,7       | 55,2   | 55,2       | 56,4   | 56,4       | 57,5   | 57,5       | 60,3   | 60,3       |

### Bürgermeister
Nach der hessischen Kommunalverfassung wird der Bürgermeister für eine sechsjährige Amtszeit gewählt, seit dem Jahr 1993 in einer Direktwahl, und ist Vorsitzender des Gemeindevorstands, dem in der Gemeinde Hauneck neben dem Bürgermeister ehrenamtlich ein Erster Beigeordneter und vier weitere Beigeordnete angehören. Bürgermeister ist seit dem 1. Mai 2022 Stephan Bolender  (SPD), der in der Kommunalpolitik bis dahin Vorsitzender der Gemeindevertretung war. Er wurde als Nachfolger von Harald Preßmann (FWG), der nach drei Amtszeiten nicht mehr kandidiert hatte, am 16. Januar 2022 im ersten Wahlgang bei 55,28 Prozent Wahlbeteiligung mit 74,01 Prozent der Stimmen gewählt.
Amtszeiten der Bürgermeister
- 2022–2028 Stephan Bolender (SPD)[16]
- 2004–2022 Harald Preßmann (FWG)[17]
- 1992 (?)–2004 Ernst Hebig (SPD)[20]

### Wappen
Blasonierung: „Das Wappen zeigt in Silber einen blauen Schrägrechtswellenbalken. Im rechten Obereck 4 und im linken Untereck 3 rote Sterne.“
Der Wellenbalken steht für die Haune, die durch die Gemeinde fließt. Die Sterne symbolisieren die sieben Ortsteile der Gemeinde.

## Bauwerke
- Kirche in Oberhaun aus dem 14. Jahrhundert
- alter Friedhof in Unterhaun mit Kapellenruine (von 972) auf dem Crucaberc (Kirchberg)

## Wirtschaft und Infrastruktur

### Verkehr
Hauneck liegt direkt an der Bundesautobahn 4 in unmittelbarer Nähe zu Ausfahrt 32 (Bad Hersfeld). Die Bundesstraße 27 führt entlang der Haune durch die Gemeinde. Durch Hauneck verläuft die Bahnstrecke Bebra–Fulda.
Die nächstgelegenen Flughäfen sind der internationale Flughafen Frankfurt Main und der Flughafen Kassel-Calden.

### Bildung
In Hauneck gibt es eine Grundschule, die seit 2001 den Namen Astrid-Lindgren-Schule trägt. Sie befindet sich im Ortsteil Unterhaun.